# Curimata cyprinoides
Curimata cyprinoides es una especie de peces de la familia Curimatidae en el orden de los Characiformes.

## Morfología
Los machos pueden llegar alcanzar los 21,3 cm de longitud total.

## Hábitat
Vive en zonas de clima tropical entre 23 °C - 27 °C de temperatura.

## Distribución geográfica
Se encuentran en Sudamérica: delta del Orinoco curso inferior del río Amazonas, río Tocantins y  cuencas fluviales Océano Atlántico de las Guayanas.